# Barbosella australis
Barbosella australis é uma espécie de orquídea (Orchidaceae) originária do Brasil.